# Paterna de Rivera
Paterna de Rivera ist eine spanische Gemeinde in der Provinz Cádiz in der autonomen Region Andalusien. Die Einwohnerinnen bzw. Einwohner nennen sich Paterneras bzw. Paterneros.

## Geografische Lage
Der Ort liegt rund 45 km östlich von Cádiz im Binnenland in einer Hügellandschaft, die von Landwirtschaft geprägt ist.

## Wirtschaft
In der Umgebung des Ortes wird intensiv Ackerbau und Viehzucht betrieben. Paterna de Rivera ist bekannt für die Aufzucht von Kampfstieren und von Araberpferden.
Dank seiner Heilquellen profitiert der Ort vom Bädertourismus.

## Geschichte
Seit der Jungsteinzeit waren verschiedene Dörfer in der Umgebung angesiedelt. In römischer Zeit war der nahegelegene Ort Gigonza für seine Heilbäder berühmt. Mosaiken, Grabstätten und Münzen aus Gades, dem römischen Cádiz, zeugen von der Anwesenheit römischer Familien. Nach den Römern herrschten die Westgoten über das Gebiet. Auch die Muslime nutzten in der Epoche von Al-Andalus die Quellen und nannten den Ort Tal der Bäder.
Nach der Reconquista, der christlichen Rückeroberung, kam das Gebiet in den Besitz der Enríquez de Ribera, Herren von Alcalá de los Gazules. 1444 errichtete Per Afán de Ribeira ein Landgut. 1503 gründete Francisco Enríquez de Ribera den Ort und setzte einen Stadtrat ein.
1825 löste sich die Ortsverwaltung aus ihrer Abhängigkeit von Alcalá de los Gazules. Mit dem beginnenden Bädertourismus im 19. Jahrhundert und der Gründung einer Viehmesse erschloss die Einwohnerschaft sich zusätzliche Einnahmequellen.
Eine Theorie besagt, dass die Petenera, ein Palo des Flamenco, im 19. Jahrhundert von einer Sängerin namens La Paternera oder La Petenera geschaffen worden sei, die aus dem Ort stammte.

## Kulturelles Erbe

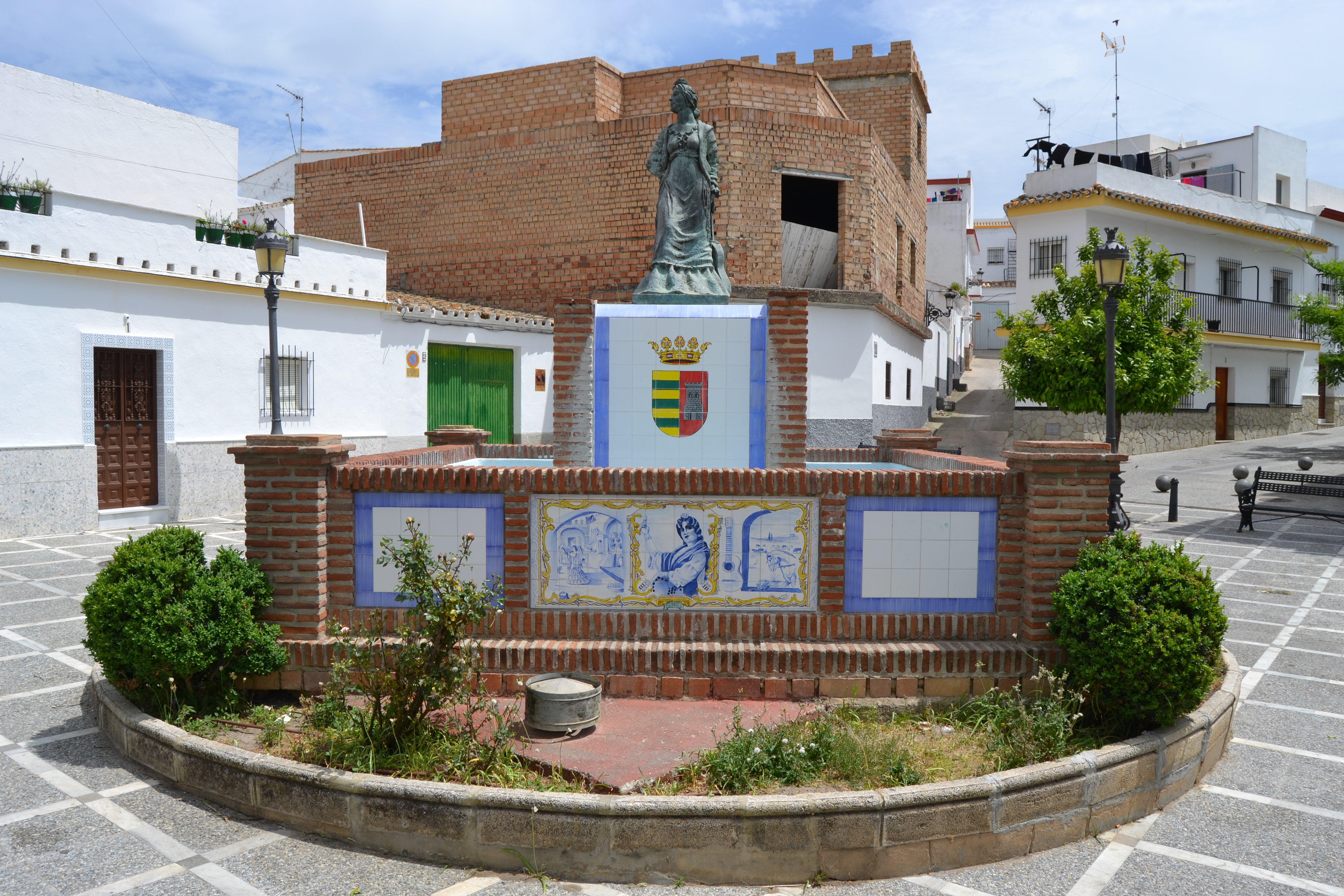
Denkmal für La Petenera

- Pfarrkirche Nuestra Señora de la Inhiesta[6], 15. Jahrhundert
- Denkmal für La Petenera
- Torre de los Cuatro Vientos[7]
- Schwefelhaltige Heilquellen

## Örtliche Feste
- Karneval

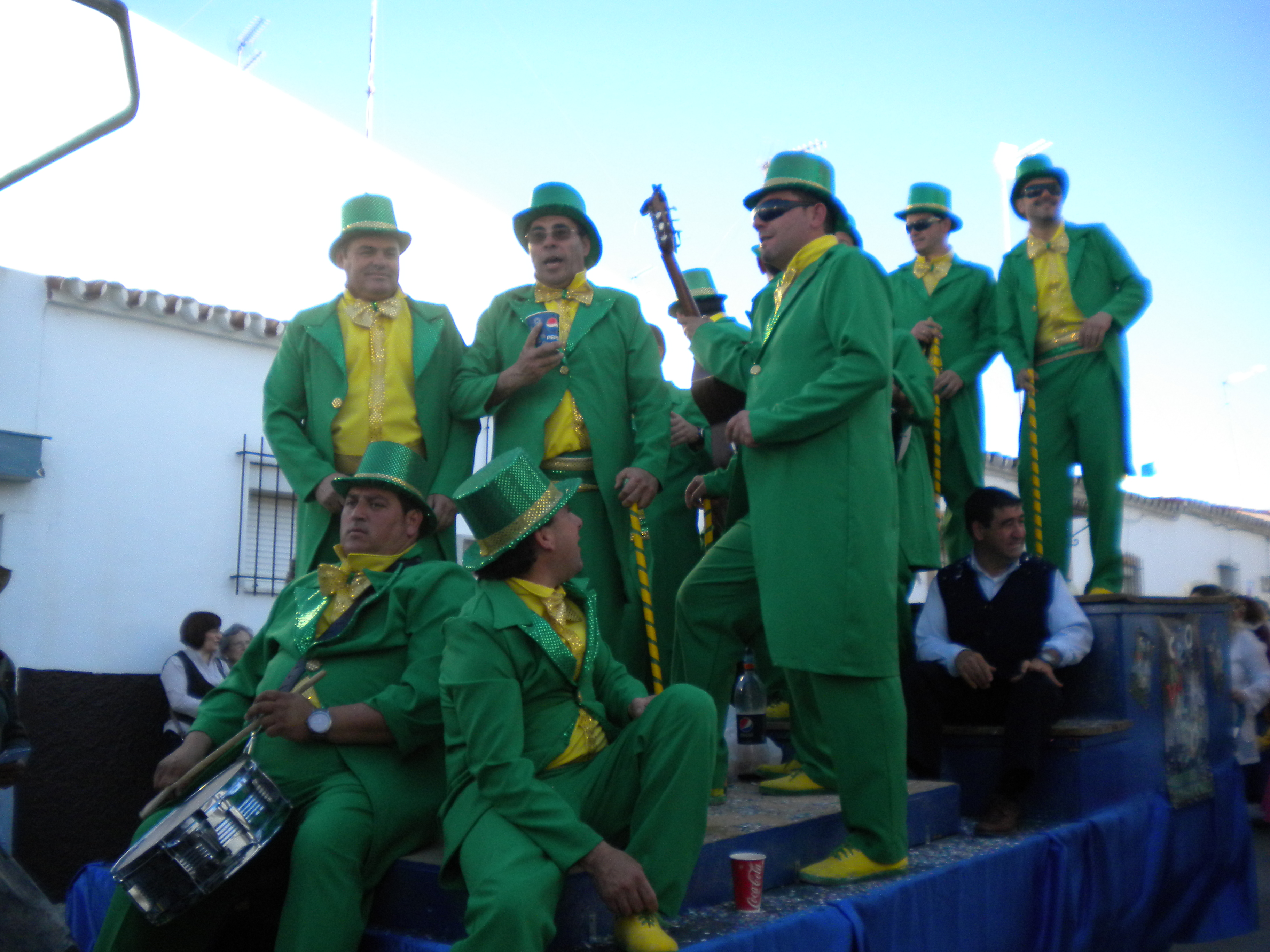
Umzugswagen beim Karneval in Paterna la Rivera

- Semana Santa mit der Prozession der Patronin Nuestra Señora de la Soledad Coronada[8]
- Feria de Primavera[9] im Juni
- Fiesta de la Juventud,[10]  im Juli
- Flamenco-Gesangswettbewerb Concurso de Peteneras[11] im Juli
- Romería de San Sebastián, Früher im September, in den letzten Jahren im Januar
- Weihnachtslieder-Wettbewerb Concurso de Villancicos im Dezember
- Belén viviente[12] im Dezember

## Persönlichkeiten
- Dolores La Petenera, Flamenco-Sängerin[5]
- El Perro de Paterna (Antonio Pérez Jiménez, 1925–1997), Flamenco-Sänger[13]
- Niño de la Cava (Francisco Guerrero Jiménez, 1993–2005), Flamenco-Sänger[14]
- Rufino de Paterna (Rufino García Cote, * 1938), Flamenco-Sänger[15]

## Gastronomische Spezialitäten
- Blattkohl
- Artischocken mit Schinken
- Schnecken mit Fenchel oder mit Tomaten
- Roscos de Semana Santa
- Hirschfleisch in Sauce
- Conejos por Peteneras[16]